# José Ramón García Hernández
José Ramón García Hernández (Àvila, 5 de juliol de 1971) és un diplomàtic i polític espanyol del Partit Popular (PP), diputat durant les x, xi i xii legislatures del Congrés dels Diputats.

## Biografia

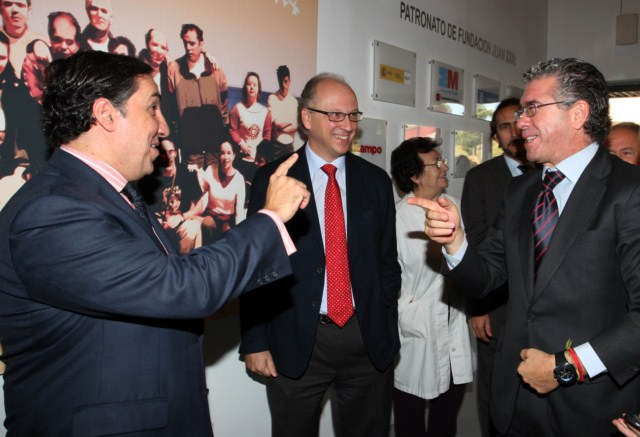
Fotografiat en 2011 al costat de Gabriel Elorriaga i Francisco Granados.

Doctor en Ciència Política per la Universitat Complutense de Madrid (UCM), llicenciat en Ciències Econòmiques i Empresarials per la Universitat Pontifícia de Comillas i en Ciències Polítiques i Sociologia per la Universitat Nacional d'Educació a Distància (UNED) i diplomat en Alts Estudis de la Defensa pel Centre Superior d'Estudis de la Defensa Nacional (CESEDEN). La seva tesi doctoral va versar sobre el pensament del filòsof Edmund Burke i la resposta liberal a la crisi de legitimitat política del segle xviii. Ha exercit la docència a la Universitat Francisco de Vitòria.
En 2004 va ser destinat a la legació diplomàtica espanyola a Bòsnia i Hercegovina; després d'aquesta experiència, va publicar el llibre Cartes de Sarajevo: reflexiones de política y relaciones internacionales.
Al febrer de 2012 va ser nomenat secretari executiu de Relacions Internacionals del Partit Popular (PP). Membre del Comitè Executiu Nacional del PP, a l'abril de 2014 va accedir al Congrés dels Diputats per la circumscripció de Madrid en substitució d'Ignacio Astarloa, i va ser reelegit per Àvila en les generals de 2015 i 2016.
Aspirant a liderar la presidència del PP el 2018, l'anunci del seu precandidatura de cara a les primàries prèvies a la celebració del XIX Congrés del PP va ser considerada dins del partit com a representant del «vot catòlic».
Després de no revalidar el seu escó com a diputat del Congrés a les eleccions generals d'abril de 2019 i ser substituït al juliol de 2019 com a secretari de relacions internacionals del PP per Valentina Martínez Ferro, va tornar a la carrera diplomàtica.